# Great-Himalayan-Nationalpark
Der Great-Himalayan-Nationalpark (deutsch: Großer Himalaya-Nationalpark; Hindi ग्रेट हिमालयन राष्ट्रीय उद्यान IAST Greṭa Himālayana rāṣṭrīya udyāna) ist ein bedeutendes Schutzgebiet im westlichen Himalaya im Norden Indiens, im Bundesstaat Himachal Pradesh, Distrikt Kullu.

## Geografie und Ausdehnung
Der Nationalpark umfasst eine Fläche von etwa 905,4 km² (90.540 Hektar) und liegt in Höhenlagen von unter 2.000 Metern bis über 6.000 Meter über dem Meeresspiegel. Die Region zeichnet sich durch eine außergewöhnliche Vielfalt an Lebensräumen aus, darunter Flusswälder, temperierte, subalpine und alpine Zonen. Der Park bildet mit den angrenzenden Schutzgebieten, darunter der Pin-Valley-Nationalpark und das Rupi-Bhawa-Wildreservat, ein weitgehend ungestörtes Netzwerk von Schutzgebieten im Westlichen Himalaya.

## Geschichte
Der Park wurde 1984 ausgewiesen und 1999 nach Abschluss der Umsiedlungs- und Entschädigungsverfahren offiziell als Nationalpark unter dem indischen Wildlife Protection Act von 1972 eingerichtet.

## Ökologische Bedeutung
Der Great-Himalayan-Nationalpark ist Teil des Himalaya Biodiversity Hotspot und zeichnet sich durch eine außergewöhnliche Artenvielfalt aus. Im Park wurden bislang 31 Säugetierarten, 209 Vogelarten, 9 Amphibien-, 12 Reptilien- und 125 Insektenarten nachgewiesen. Zudem beherbergt er 805 Gefäßpflanzenarten, 192 Flechten und 37 Moose, darunter 12 Lebermoose. Zu den besonders schützenswerten Arten zählen der Schneeleopard, der Himalaya-Tahr, das Moschustier, der Schwarzkopftragopan und der Asiatische Schwarzbär. Die Flora und Fauna des Parks sind geprägt von zahlreichen endemischen und bedrohten Arten.

## Schutz und Management
Der Park verfügt über eine Pufferzone („Ecozone“) von 26.560 Hektar entlang der Südwestgrenze, die gezielt zur Reduzierung menschlicher Einflüsse und als Lebensraum für die lokale Bevölkerung dient. Die Verwaltung setzt auf nachhaltige Schutzmaßnahmen, alternative Einkommensquellen für die Anwohner und eine strenge Regulierung des Tourismus. Zu den größten Herausforderungen zählen Siedlungsdruck, Wilderei, traditionelle Weidewirtschaft und Wasserkraftprojekte.

## UNESCO-Weltnaturerbe
2014 wurde der Great-Himalayan-Nationalpark als „Großer Himalaya-Nationalpark und Naturschutzgebiet“ in die Liste des UNESCO-Weltnaturerbes aufgenommen. Die Auszeichnung erfolgte insbesondere aufgrund seiner herausragenden Bedeutung für den Schutz der Biodiversität und der Integrität alpiner Ökosysteme im Westlichen Himalaya.